# Frente de Liberación de Siria
El Frente de Liberación de Siria (FLS) es un grupo paramilitar rebelde sirio participante de la guerra civil siria. Formado por la fusión de las facciones Ahrar al-Sham y Movimiento Nour al-Din al-Zenki, los dos grupos más grande del noroeste de Siria y de ideología sunita salafista radical.
Fue creada el 18 de febrero de 2018, con el objetivo de hacer frente al rival militar Tahrir Al-Sham, su primer pedido fue dirigido hacia las otras facciones menores en donde les pedía unirse a ellos.

## Historia
La idea nació por parte del Consejo Islámico Sirio. Inicialmente, Jaber Ali Pasha, subcomandante de Ahrar al-Sham, fue nombrado comandante general del Frente de Liberación de Siria. Sheikh Tawfiq Shahabuddin, comandante del Movimiento Nour al-Din al-Zenki, fue nombrado comandante adjunto. Hussam Atrash y el capitán Khalid Abu Yaman fueron nombrados como los comandantes políticos y militares del grupo. Sin embargo, tras horas de disputas sobre posiciones de liderazgo, Hassan Soufan, comandante general de Ahrar al-Sham, asumió el cargo de comandante general del grupo, en reemplazo de Jaber Ali Pasha. Elegido en octubre de 2017, Hassan Soufan es el líder de Ahrar al-Sham y declaró que estaba decidido a distinguir su movimiento de los proyectos "criminales" y "corruptos" de Tahrir Al-Sham y Estado Islámico.

## Actividad
El 19 de febrero de 2018, un día después de que se estableció el Frente de Liberación de Siria, estallaron violentos enfrentamientos entre el grupo y Tahrir Al-Sham en la gobernación de Alepo. El conflicto pronto se extendió a la gobernación de Idlib y el FLS capturó las ciudades de Maarrat al-Nu'man, Ariha y Tramla , y la base militar de Wadi Deif que se encontraba bajo poder del HTS el 21 de febrero.
Para el 18 de abril, los medios de comunicación profesionales de FLS informaron que después de 60 días de combate, 750 combatientes de Tahrir Al-Sham y 
225 del Frente de Liberación de Siria y de las Brigadas Suqour al-Sham habían sido asesinados, 3,000 combatientes de ambos bandos habían resultado heridos y 15 vehículos blindados (la mayoría de ellos pertenecientes a Tahrir Al-Sham habían sido destruidos). La lucha terminó con un alto el fuego y las ganancias para ambos lados.
El 3 de mayo, el Frente de Liberación de Siria, las Brigadas Suqour al-Sham, la Legión del Sham, y el Ejército Libre Sirio-Rama de Idlib formaron un consejo militar en el Maarat an-Numan. El consejo declaró que no permitirá que se formen otras facciones en la ciudad.
El 1 de agosto, el Frente de Liberación de Siria, junto con las Brigadas Suqour al-Sham, Jaysh al-Ahrar, y la Reunión de Damasco, se unieron al Frente Nacional de Liberación. Anad al-Darwish ("Abu al-Munathir"), considerado el comandante militar más poderoso de Ahrar al-Sham, fue nombrado jefe de personal del Frente de Liberación.